# East Haddam
East Haddam est une ville américaine située dans le comté de Middlesex au Connecticut.
East Haddam devient une municipalité en 1734, en se détachant de Haddam.

## Démographie
Selon le recensement de 2010, East Haddam compte 9 126 habitants. La municipalité s'étend sur 56,58 milles carrés (146,54 km2), dont 54,25 milles carrés (140,51 km2) de terres.
| 1790  | 1800  | 1810  | 1820  | 1830  | 1840  |
| ----- | ----- | ----- | ----- | ----- | ----- |
| 2 749 | 2 805 | 2 537 | 2 572 | 2 664 | 2 620 |

| 1850  | 1860  | 1870  | 1880  | 1890  | 1900  |
| ----- | ----- | ----- | ----- | ----- | ----- |
| 2 610 | 3 056 | 2 951 | 3 032 | 2 599 | 2 485 |

| 1910  | 1920  | 1930  | 1940  | 1950  | 1960  |
| ----- | ----- | ----- | ----- | ----- | ----- |
| 2 422 | 2 312 | 2 114 | 2 217 | 2 554 | 3 637 |

| 1970  | 1980  | 1990  | 2000  | 2010  | - |
| ----- | ----- | ----- | ----- | ----- | - |
| 4 676 | 5 621 | 6 676 | 8 333 | 9 126 | - |